# Ameal
Ameal era una freguesia portuguesa del municipio de Coímbra, distrito de Coímbra.

## Historia
Fue suprimida el 28 de enero de 2013, en aplicación de una resolución de la Asamblea de la República portuguesa promulgada el 16 de enero de 2013 al unirse con las freguesias de Arzila y Taveiro, formando la nueva freguesia de Taveiro, Ameal e Arzila.

## Patrimonio
En el patrimonio histórico-artístico de la antigua freguesia destacan el palacio de los condes de Ameal y la iglesia parroquial de San Justo, construida en la primera mitad del siglo XVI, ampliada con una portada lateral en el siglo siguiente y profundamente reconstruida en el siglo XIX.